# Paolo Villaggio
Paolo Villaggio (ur. 30 grudnia 1932 w Genui, zm. 3 lipca 2017 w Rzymie) – włoski aktor filmowy i pisarz.
Znany jest przede wszystkim z serii popularnych (swego czasu również w Polsce) filmów komediowych o przygodach prześladowanego przez niewyobrażalnego pecha księgowego Ugo Fantozziego. Villaggio sam wymyślił postać Fantozziego. Pod koniec lat 60. napisał cykl satyrycznych opowiadań, których głównym bohaterem był właśnie pechowy księgowy. Opowiadania te publikowane przez dwa włoskie magazyny spotkały się z olbrzymim zainteresowaniem czytelników. W 1971 zaowocowało to wydaniem ich w formie książki, która sprzedała się w ponad milionowym nakładzie. W 1975 powstał pierwszy film o Fantozzim, którego zagrał Paolo Villaggio. W kolejnych latach aktor zagrał jeszcze w 9 komediach tej serii.
Filmy o Fantozzim:
- Fantozzi (1975)
- Drugi tragiczny film o Fantozzim (1976)
- Fantozzi przeciw wszystkim (1980)
- Pechowiec Fantozzi (1983)
- Superfantozzi (1986)
- Fantozzi idzie na emeryturę (1988)
- Fantozzi kontratakuje (1990)
- Fantozzi w raju (1993)
- Powrót Fantozziego (1996)
- Fantozzi 2000 - klonowanie (1999)

Paolo Villaggio wystąpił również w wielu innych filmach. W 1990 zagrał u boku Roberto Benigniego w ostatnim filmie Federico Felliniego, komediodramacie pt. Głos księżyca. Grał także u tak słynnych włoskich reżyserów jak: Lina Wertmüller, Ermanno Olmi, Mario Monicelli czy Gabriele Salvatores.